# Tephritis ptarmicae
Tephritis ptarmicae
 es una especie de insecto díptero que Erich Martin Hering describió científicamente por primera vez en el año 1935.
Esta especie pertenece al género Tephritis de la familia Tephritidae.